# Smokowieckie Siodełko

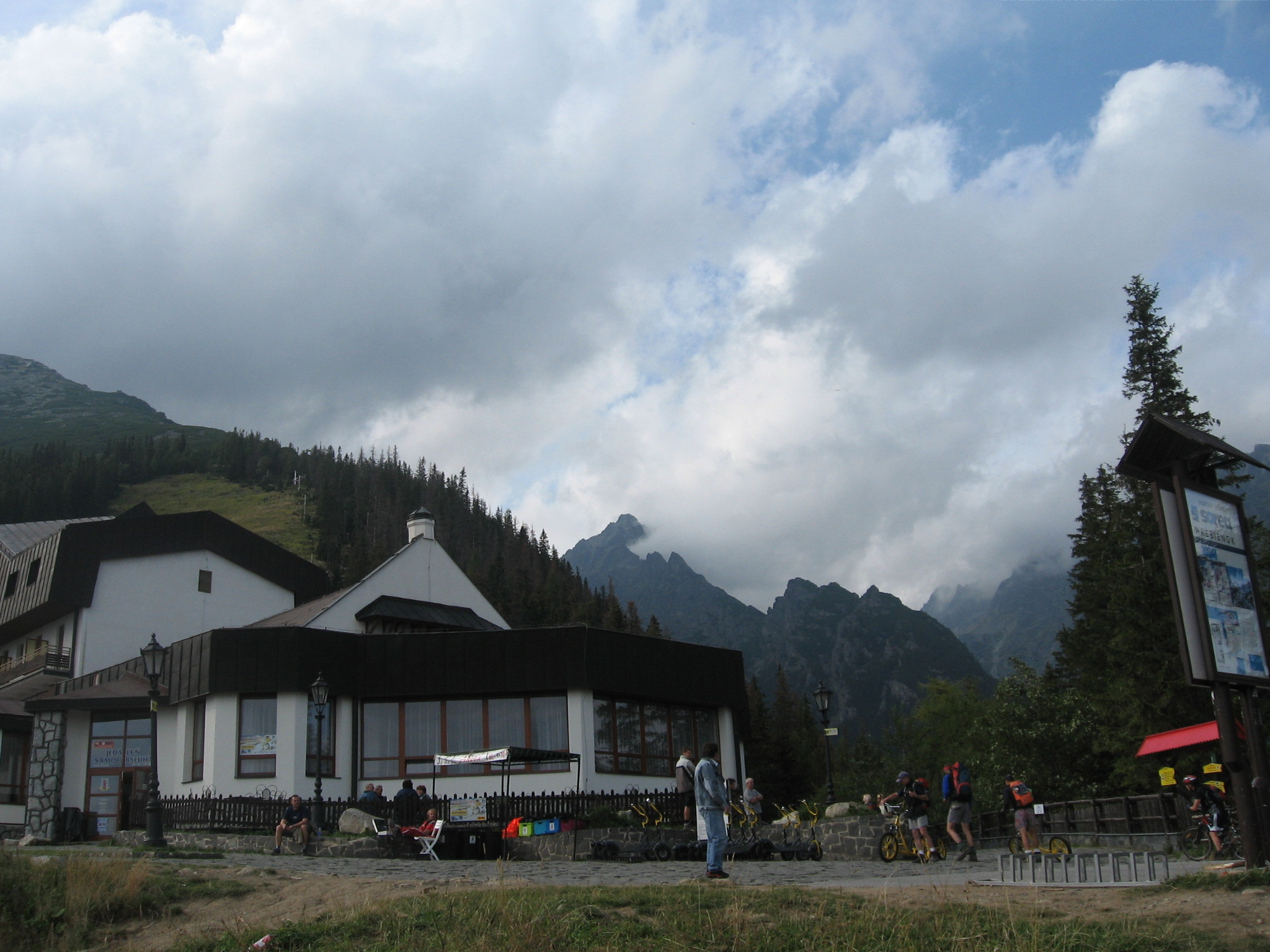
Hrebienok i widok na Pośrednią Grań

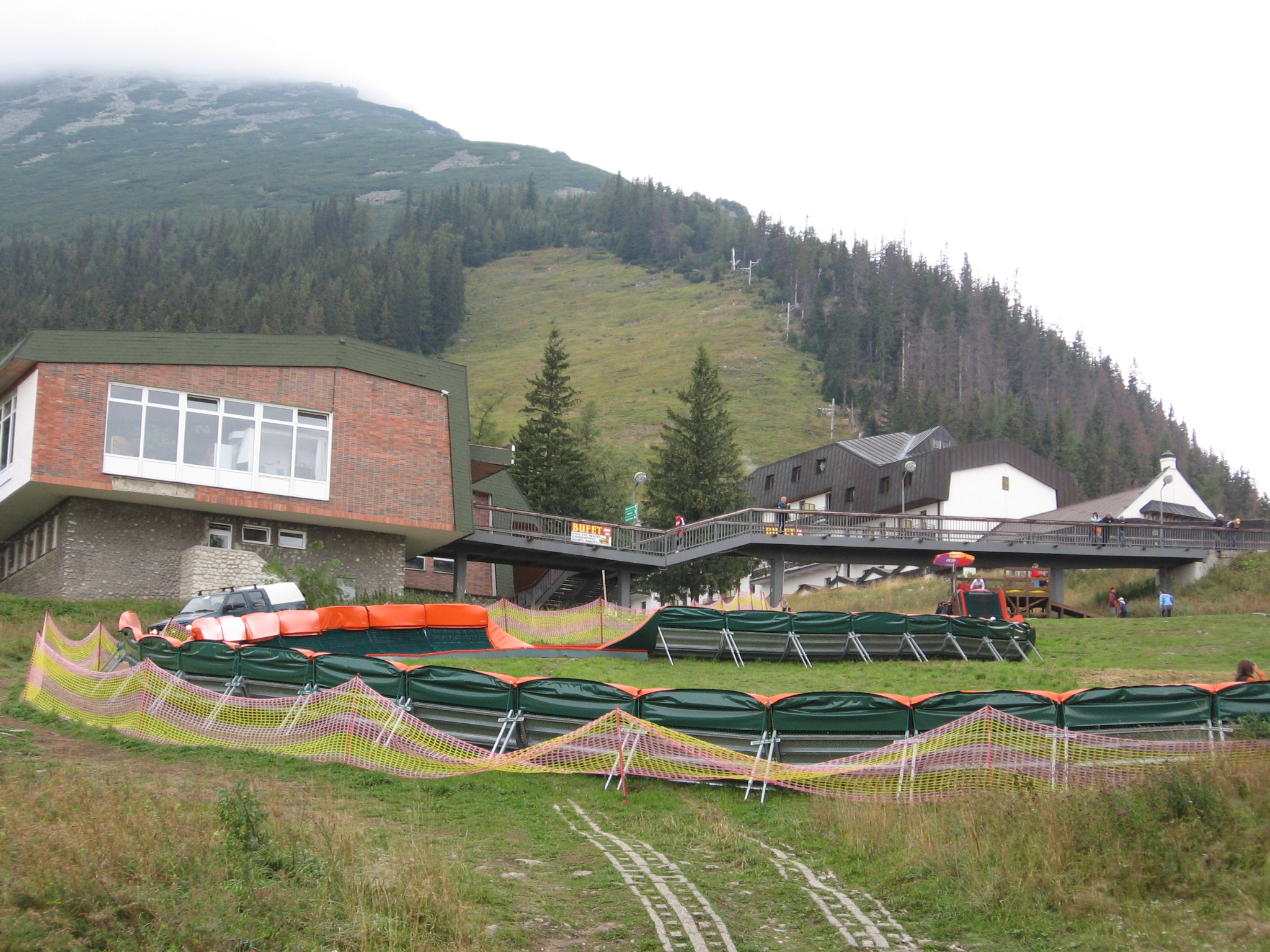
Kompleks turystyczny na Siodełku

Smokowieckie Siodełko lub po prostu Siodełko (słow. Hrebienok, niem. Kämmchen, węg. Tarajka, 1285 m n.p.m.) – tarasowaty występ w Tatrach Wysokich (w części słowackiej), znajdujący się w masywie Sławkowskiego Szczytu (Slavkovský štít). Przez Polaków zwany niekiedy „smokowiecką Gubałówką”.
Z leżącej u jego stóp miejscowości Stary Smokowiec kursuje kolejka na Smokowieckie Siodełko. W pobliżu górnej stacji kolejki znajduje się węzeł znakowanych szlaków turystycznych, m.in. Magistrali Tatrzańskiej, a także Schronisko Bilíka (ok. 5 min). Popularnym celem wycieczek z Siodełka są pobliskie Wodospady Zimnej Wody (ok. 20–30 min).
Na Smokowieckie Siodełko można wyjść pieszo, wyjechać kolejką lub rowerem. Z powrotem na dół możliwy jest również zjazd hulajnogami (wypożyczalnia na Siodełku). Dla niektórych turystów sam wyjazd kolejką na Siodełko bywa celem samym w sobie. Z platformy widokowej roztacza się widok na piramidy Łomnicy i Pośredniej Grani. Na Siodełku znajduje się cały kompleks turystyczny: oprócz górnej stacji kolejki linowej jest restauracja, dom wczasowy „Hrebienok”.
W przeszłości na Siodełku działały wyciągi narciarskie na Sławkowski Grzebień. Zostały również zamknięte jedne z najbardziej stromych nartostrad w całej Słowacji (o spadkach 41,7% oraz 36%).

## Szlaki turystyczne
– zielony szlak ze Starego Smokowca wzdłuż kolejki na Siodełko, a stąd dalej do Rainerowej Chatki.
- Czas przejścia ze Starego Smokowca na Siodełko: 1 h, ↓ 30 min
- Czas przejścia z Siodełka do Rainerowej Chatki: 35 min w obie strony

 – znakowana czerwono Magistrala Tatrzańska, prowadząca znad Wielickiego Stawu przez Dolinę Sławkowską na Siodełko, a stąd na północny zachód do Rainerowej Chatki (powyżej szlaku zielonego) i Schroniska Zamkovskiego.
- Czas przejścia znad Wielickiego Stawu na Siodełko: 2:05 h, z powrotem 2:20 h
- Czas przejścia z Siodełka do Rainerowej Chatki: 30 min w obie strony